# Макеев, Алексей Васильевич
Алексей Васильевич Макеев (1924, Софиевка, Оренбургская губерния — 7 октября 1943, Ясногородка, Киевская область) — красноармеец Рабоче-крестьянской Красной армии, участник Великой Отечественной войны, Герой Советского Союза (1943).

## Биография
Алексей Макеев родился в 1924 году в селе Софиевка, Зобовской волости Оренбургского уезда (ныне — Пономарёвский район Оренбургской области). После окончания средней школы работал в колхозе. В феврале 1942 года Макеев был призван на службу в Рабоче-крестьянскую Красную армию. С марта 1943 года — на фронтах Великой Отечественной войны, был комсоргом батальона 989-го стрелкового полка 226-й стрелковой дивизии 60-й армии Центрального фронта. Отличился во время битвы за Днепр.
26 сентября 1943 года Макеев в числе первых переправился через Днепр в районе села Толокунская Рудня Вышгородского района Киевской области Украинской ССР и принял активное участие в боях за захват и удержание плацдарма на его западном берегу, неоднократно в тех боях увлекал своих товарищей за собой. 7 октября 1943 года Макеев погиб в бою. Похоронен в братской могиле в селе Ясногородка того же района.
Указом Президиума Верховного Совета СССР от 17 октября 1943 года красноармеец Алексей Макеев посмертно был удостоен высокого звания Героя Советского Союза. Также посмертно был награждён орденом Ленина.